# Chujachen
Chujachen est un village indien situé dans l'état indien du Sikkim, district du Sikkim oriental. En 2011, sa population s'élevait à 4781 personnes (2492 hommes et 2289 femmes).